# 598 a.C.

## Eventos
- Semaías, o neelamita,[Nota 1] envia da Babilônia cartas a Sofonias, o segundo sacerdote, e aos demais sacerdotes em Jerusalém, denunciando o que o profeta Jeremias havia escrito. Jeremias pronuncia o julgamento de Deus contra Semaías. Por esta época também são feitas as profecias sobre o reino de Cristo e a restauração da Igreja, citadas em Jeremias 30:1–40.[1]